# 순천 선암사 대각국사 의천 진영
순천 선암사 대각국사 의천 진영(順天仙巖寺大覺國師義天眞影)은 전라남도 순천시 승주읍 죽학리, 선암사에 있는 초상화이다. 1990년 9월 20일 대한민국의 보물 제1044호로 지정되었다.
대각국사 의천은 고려 문종의 넷째아들로 태어나 11세에 불문에 들어가 국사난원의 제자로 15세에 승통이 되었으며 30세에 미복으로 송나라로 가서 화엄종과 천태종 등을 공부하고 《신편제종교장총록》을 만들어 불교문화 발전을 꿰하고 고려에서 해동 천태종을 열어 당시의 고려 불교계를 통합하려 했던 대종교인이자 화엄종의 대가였다.
이 초상화는 도일 비구가 제작하였고, 당대의 화풍이 살아있는 대표적인 수준작이다. 화면 좌측상단에 전당 혜동이 쓴 장문의 글이 기록되어 있다.

## 개요
고려시대 승려인 의천의 초상화이다. 대각국사 의천(1032∼1083)은 고려 문종의 넷째 아들로 천태종을 열어 불교를 통합하고자 노력했던 인물이다.
이 영정은 가로 110.2cm, 세로 144cm 크기의 비단에 채색하여 그린 것으로, 의자에 앉아 오른쪽을 바라보고 있는 모습이다. 왼손은 긴 막대를 잡고 있으며, 오른손으로는 단주(短珠)를 팔목에 끼고 의자 손잡이를 잡고 있다. 사색에 잠긴 듯한 눈빛과 넓은 이마, 큰 코와 귀 그리고 꼭 다문 입에서 그의 학식과 수행자로서의 면모가 잘 드러나 있다. 녹색의 가사를 걸쳤으며 금빛의 둥근 고리로 매듭을 대신하였다.
이 영정은 승려화가인 도일비구(道日比丘)에 의해 순조 5년(1805) 수정·보완된 것으로, 앞 시대의 양식적 특징을 알 수 있는 당대의 대표작이며, 혜근(惠勤)의 글이 있어 더욱 가치가 있다. 습기로 인한 얼룩이 있고 일부 굴곡진 부분이 떨어져 나갔으나 보존상태는 양호한 편이다.

## 참고 자료
- 순천 선암사 대각국사 의천 진영 - 국가유산청 국가유산포털
- 이 문서에는 다음커뮤니케이션(현 카카오)에서 GFDL 또는 CC-SA 라이선스로 배포한 글로벌 세계대백과사전의 내용을 기초로 작성된 글이 포함되어 있습니다.